# Nikolaj Kamenskij (backhoppare)
Nikolaj Andrejevitj Kamenskij (ryska: Николай Андреевич Каменский), född 17 oktober 1931 i Moskva, död 21 juli 2017 i Moskva, var en sovjetisk backhoppare som tävlade för Sovjetunionen. Han representerade Dynamo Moskva.

## Karriär
Tysk-österrikiska backhopparveckan
Nikolaj Kamenskij debuterade internationellt i tysk-österrikiska backhopparveckan i Oberstdorf 31 december 1955. Han blev nummer 7 i debut-tävlingen. I nästa deltävling i backhopparveckan säsongen 1955/1956, i Garmisch-Partenkirchen, blev han nummer 4. I Innsbruck blev han nummer 6 och i avslutande deltävlingen i Bischofshofen blev han nummer 4. Sammanlagt vann han backhopparveckan före Sepp Bradl från Österrike. 
Säsongen 1956/1957 blev han nummer 2 i deltävlingarna i Innsbruck och Bischofshofen och vann deltävlingen i Garmisch-Partenkirchen, men startade inte i Oberstdorf. Säsongen 1957/1958 startade han backhopparveckan med vinst i Oberstdorf och en sjundeplats i Garmisch-Partenkirchen. I Innsbruck blev det en andraplats, men han misslyckades i Bischofshofen och slutade som nummer 18. Sammanlagt i backhopparveckan blev han nummer 3. Helmut Recknagel från DDR vann den totala tävlingen.
I backhopparveckan 1958/1959 fick han som bästa placering i en deltävling tredjeplatsen i Bischofshofen. Sammanlagt blev han nummer 5. Helmut Recknagel vann tävlingen totalt. Kamenskij deltog i backhopparveckan till 1964 utan vidare framgångar.

### Olympiska spelen
Nikolaj Kamenskij deltog i OS 1960 i Squaw Valley i USA. I normalbacken Olympic Jumping Hill fick han en fjärdeplats, 10,3 poäng efter guldvinnaren Helmut Recknagel och 2,5 poäng från prispallen. Niilo Halonen från Finland tog silvermedaljen och Otto Leodolter från Österrike vann bronset.
Under olympiska spelen i Innsbruck 1964 tävlades det i två backar, normalbacken och stora backen. I normalbacken i Seefeld in Tirol slutade Kamenskij som nummer 21, 28,8 poäng efter segrande Veikko Kankkonen från Finland. I stora backen i Bergisel blev Kaminskij nummer 38, 46,5 poäng efter guldvinnaren Toralf Engan från Norge.

### Skid-VM
Nikolaj Kamenskij startade i Skid-VM i Zakopane 1962. Han lyckades vinna en silvermedalj i stora backen. Han var 15,0 poäng efter Helmut Recknagel och 1,9 poäng före Niilo Halonen. Tävling i två backar arrangerades för första gången i VM.

### Holmenkollen
Kamenskij vann Holmenkollrennet 1958. Hann vann före Helmut Recknagel. I Holmenkollen 1959 fick Kaminskij dela andraplatsen efter norrmannen Arne Hoel med Inge Lindqvist från Sverige. Kaminskij blev nummer 3 i Holmenkollen 1961.

### Webb
- Nikolaj Kamenskij (backhoppare) på Internationella Skidförbundets webbplats
- Nikolaj Kamenskij  hos Sports Reference.